# تائسا لینیاس
تائسا لینیاس (انگلیسی: TAESA Lineas) شرکت هواپیمایی مکزیکی است، که در سال ۱۹۸۸ تأسیس شد.